# Papado tusculano

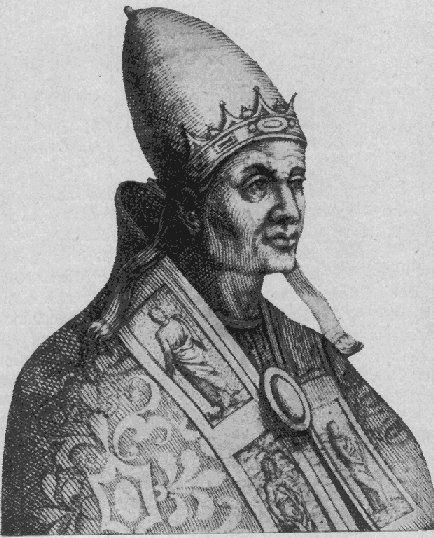
Papa Benedicto VIII (1012-1024)

El Papado tusculano fue un periodo de la historia papal desde 1012 hasta 1048 en el que tres parientes sucesivos de los condes de Tusculum fueron instalados como papa.

## Antecedentes
El conde  Teofilacto I de Tusculum, su esposa Teodora, y su hija Marozia ejercieron gran influencia en el nombramiento de los papas desde el año 904 hasta el 964. Los amantes de Teodora y Marozia, así como el hijo y el nieto de Marozia, ascendieron al papado durante este periodo. Sin embargo, un conde de Tusculum no intentó nombrarse a sí mismo como papa hasta 1012. Sus rivales, los Crescenzi habían asumido el papado desde 974 hasta 1012.
Según Cushing, "en muchos sentidos, el creciente respeto por la autoridad papal desde mediados del siglo X hasta mediados del siglo XI puede verse mejor a través del espectro de dos familias romanas: los Crescentii y los Tusculanos, cuyo control del papado tendría importantes ramificaciones tanto en el control como en la dirección de la reforma. " Tanto los Crescentii como los Condes de Tusculum descendían de Teofilacto I, el antiguo vestararius papal. Los Crescentii habían colaborado con la emperatriz alemana Teófano Skleraina y con Otón III del Sacro Imperio Romano Germánico, que residió en Roma desde el año 999 hasta el 1001.
Los Tusculanos no expropiaron los bienes eclesiásticos para aumentar las ya cuantiosas posesiones de su familia; de hecho, parece que gastaron sus propios recursos para aumentar el poder del papado. Según Luscombe y Riley-Smith, "a diferencia de los crescentianos, que habían confiado en gran medida en el afianzamiento de su propia dinastía y sus partidarios en el ducado de Roma como magnates seculares y terratenientes -a menudo a expensas del poder temporal de la Iglesia romana-, los toscanos utilizaron su poder secular y sus éxitos para apuntalar la posición del papado entre la nobleza romana. El cargo de Patricio, tan importante para el gobierno cresciano, quedó vacante".
El abad Odilón de Cluny floreció durante este periodo, recibiendo el apoyo de Benedicto VII y Juan XIX para la inmunidad monástica. El poder de los papas toscanos derivaba tanto de sus afirmaciones de supremacía papal como de su capacidad para equilibrar el poder entre las familias rivales de Roma.
Los condes de Tusculum tenían su centro en Tuscolo, sobre Frascati, protegidos por una antigua fortaleza en Borghetto; sus principales monasterios eran Grottaferrata y Subiaco; también controlaban muchas iglesias y casas religiosas en Roma y sus alrededores.

## Historia

### Benedicto VIII

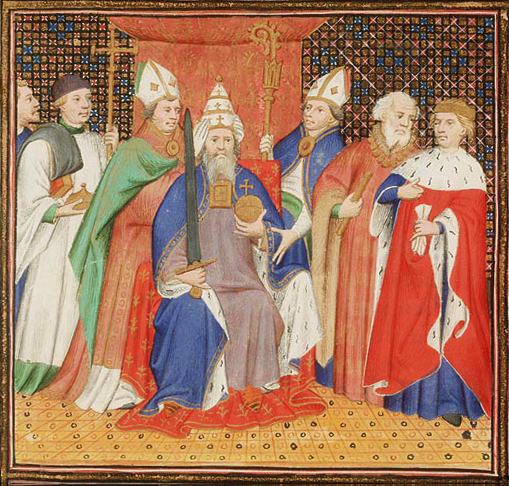
Benedicto VIII corona al Emperador Enrique II, como se imaginaba en el siglo XV

En 1012, Roma fue testigo de una violenta agitación política que puso fin a la dominación de los Crescentii y elevó a Teofilacto, hijo del conde Gregorio I de Tusculum, como Papa Benedicto VIII (1012-1024). Benedicto VIII fue un laico hasta su elección. Sin embargo, durante su papado fue un fuerte defensor de la supremacía papal y se inmiscuyó con frecuencia en los asuntos eclesiásticos de la península italiana fuera de Roma. El hermano de Benedicto VIII, Romanus, fue prefecto de la ciudad ("senador de todos los romanos"). Su otro hermano, Alberico, fue cónsul y senador ("cónsul et dux"). Alberico era responsable de supervisar los tribunales de justicia en el Palatinado Imperial, cerca de la Basílica de Santa Sabina.
Gregorio I había sido una figura en la corte del emperador Otón III como "prefecto naval" y Alberico había sido el "maestro del palacio imperial". Otras familias romanas seguían teniendo cargos importantes: la familia Stefaniani ostentaba la prefectura de Roma y los Ottaviani conservaban el rectorado de Sabinia.
Entre los primeros actos de Benedicto VIII como papa estuvo una campaña militar contra las fortalezas de los Crescentii en los alrededores de Roma. Las fortalezas de los Crescenzi en Sabinia fueron demolidas. La facción de los Crescentii estableció un rival de Benedicto VIII: el  antipapa Gregorio VI (1012). Crescencio III siguió siendo el Prefecto de Roma, pero pronto fue desposeído de gran parte de sus propiedades.
Benedicto VIII era un aliado del emperador Enrique II; llamó al emperador para que visitara Roma, lo que hizo a finales de 1013 (pasando la Navidad en Pavía). Un sínodo convocado por el emperador depuso al arzobispo de Rávena, que fue sustituido por Arnulfo, un medio hermano. Benedicto VIII y el emperador se reunieron en Rávena, y luego se dirigieron a Roma (llegando el emperador más tarde).
Benedicto VIII confirmó sus privilegios en Bamberg y lo coronó el 14 de febrero de 1014 como emperador, en una ceremonia en la Antigua Basílica de San Pedro. Estas doce personas que se llamaban a sí mismas el Senado de Roma habían consentido sin duda la coronación antes de que se produjera. Benedicto VIII visitó a Enrique II en Bamberg en 1020 (donde celebró la Pascua), y el emperador vino a Italia al año siguiente. En Bamberg, Enrique emitió el Henricianum, que repetía el Privilegium Ottonianum, que a su vez había repetido donaciones de tierras que se remontan al Papado franco. El Henricianum, tanto como la falsa "Donación de Constantino", jugó un papel central en las reclamaciones territoriales y de soberanía papales en los siglos venideros.
Justo cuando Enrique II prometía al papa este territorio, éste estaba siendo privado de casi todo su poder temporal por los ejércitos de Juan Patricio, y habían "surgido condes hereditarios competidores a ambos lados del Tíber". Mientras los toscanos seguían siendo fuertes en las montañas latinas, los condes de Segni controlaban la  Campagna, los Crescentii mantenían la Sabina, los condes de Galeria controlaban la Toscana, y Thrasmundus, Berardus y Oderisius conservaban el territorio marsiano hasta Subiaco. Según  Gregorovius, "de los dominios fundados para ellos por los carolingios los papas poseían poco más allá de las amarillentas escrituras de donación en sus archivos".
En 1016, una flota de Pisa y Génova derrotó a los árabes, en una victoria en la que Benedicto VIII puede tener algo que ver; posiblemente también conspiró con los normandos contra los bizantinos en el sur de Italia. El propio Benedicto VIII dirigió una fuerza aliada contra Mussetus, que escapó tras la batalla de Luni. Sin embargo, en 1018, Melo, el líder de la rebelión contra los griegos fue derrotado. Los germanos honraron el Henricianum en 1022 enviando su propio ejército al sur de Italia.
En 1022, Benedicto VIII celebró con Enrique II un concilio en Rávena en el que se dictaron estrictas prohibiciones contra el concubinato clerical.

### Juan XIX
El hermano de Benedicto VIII, Romanus, le sucedió como Papa Juan XIX (1024-1032). Juan XIX no renunció a sus títulos seculares ("dignidad senatorial") al ser elegido Papa; los documentos se referirían a él no como "Senador" sino como "Conde Palatino y Cónsul". Según Cushing, Juan XIX fue "algo menos hábil" que su hermano en la cooperación con el sucesor de Enrique II,  Conrado II, emperador del Sacro Imperio Romano Germánico pero no fue "en absoluto una marioneta".
Juan XIX estaba abierto al acercamiento con el emperador bizantino Basilio II y estaba dispuesto a declarar al patriarca de Constantinopla obispo ecuménico; los obispos italianos y la congregación de Cluny, sin embargo, se opusieron a tales movimientos.

### Benedicto IX
El Papa Benedicto IX (1032-1044, 1045, 1047-1048) era sobrino de Benedicto VIII y Juan XIX. Norwood Young llama a Benedicto IX el "Nerón del papado toscano. El poder absoluto parece paralizar el cerebro si se aplica a una edad temprana" Según Cushing, "el informe de [sus] crímenes y desviaciones se hizo cada vez más escuálido a medida que los últimos reformadores crecían en el poder", pero fue durante los primeros 12 años de su papado "adecuado y creíble, si no tal vez inmensamente piadoso". Otra interpretación de sus primeros doce años es proporcionada por el sucesor Víctor III: 

Llevó una vida tan vergonzosa, tan sucia, tan execrable que se estremecía al describirla. Gobernó como un capitán de bandidos, más que como un prelado. Los adulterios, los homicidios perpetrados por su propia mano, pasaban desapercibidos, sin ser investigados; porque el patricio de la ciudad, Gregorio, era el hermano del Papa; y otro hermano, Pedro, un activo partidario… El pueblo oprimido se cansó de sus robos, asesinatos y abominaciones. Se levantaron y lo expulsaron de la ciudad, y procedieron a la elección de Juan Obispo de Sabinia, que tomó el nombre de Silvestre III.

Para el otoño de 1044, la posición de Benedicto IX estaba "seriamente amenazada" por la creación del Papa Silvestre III (1045). En mayo de 1045, Benedicto IX renunció al papado en favor de Juan Graciano, que se convirtió en el Papa Gregorio VI (1045-1046).  Enrique III, emperador del Sacro Imperio Romano Germánico se reunió con Gregorio VI en 1046 y lo recibió favorablemente. En diciembre, sin embargo, Enrique III había cambiado de opinión y ordenó a Benedicto IX, Silvestre III y Gregorio VI que comparecieran ante él en un sínodo en Sutri. Gregorio VI fue el único que se presentó, y fue declarado culpable de simonía y depuesto el 20 de diciembre. Silvestre III hacía tiempo que había renunciado a ser papa y volvió a ejercer como  obispo de Sabina, pero también fue privado de sus órdenes y obligado a retirarse a un monasterio.
Tres días después, en Roma, Benedicto IX fue excomulgado por simonía y el candidato de Enrique III, el obispo Suidger de Bamberg, fue instalado como Papa Clemente II (1046-1047).